# ВЕС Ілжа
ВЕС Ілза — вітрова електростанція у Польщі в Мазовецькому воєводстві.
Майданчик для ВЕС обрали біля містечка Ілза поблизу Радома. Підготовчі роботи розпочались навесні 2013-го, а наступного року ввели в експлуатацію 27 вітрових турбін данської компанії Vestas типу V90/2000 із одиничною потужністю 2 МВт. Діаметр їхнього ротора становить 90 метрів, висота башти — 105 метрів.
Окрім турбін та їхніх фундаментів, при споруджені станції проклали 26 км доріг, 42 км підземного кабелю для напруги 30 кВ та електропідстанцію 30/110 кВ.